# زبابة بيردية
زبابة بيردية (الاسم العلمي: Sorex bairdi) (بالإنجليزية: Baird's Shrew)‏ هي نوع من الثدييات يتبع جنس الزبابة من الفصيلة الزبابات.